# Утгард

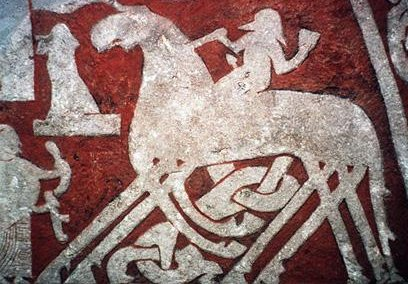

Утгард (давньоісл. «зовнішній відгороджений простір», «околична земля»; давньосканд. Útgarðar) — в германо-скандинавській міфології є трансцендентним світом, «зовнішнім» щодо земного, матеріального світу, який називається Мідгард, або «середній відгороджений простір», де мешкають люди. В деяких міфах Утгард розташовано в світі велетнів (йотунів) — Йотунгеймі, а іноді його й ототожнюють з ним. Цей світ, який існує за своїм особливим законом, не підкоряється світовому порядкові, встановленому тріадою «нових богів»-братів Одіном, Вілі та Ве; це світ демонічної магії, зіставний з «іншим», Тридев'ятим Царством, він є недоступним звичайним смертним, але можливий для обраних, які можуть потрапити туди в будь-який час в будь-якій точці Мідгарда, як це сталося одного разу з богом Тором та його супутниками ("Подорож Тора до Утгарду"). В легенді про подорож Тора згадується велетень Утгарда-Локі як володар цього світу.
Космогонія та міфологічна географія германо-скандинавів сягають до індоєвропейської архаїки та є доволі складними, ця структура є багаторівневою: світотворення розпочалося з безодні гіннунгагап (давньоісл. «зяюча безодня»), на стикові двох першосвітітв — вогняного Муспельгейма та сніжно-льодяного Ніфльгейма. Набагато пізніше троє богів-братів (див. вище) створили космос, в якому існує небо — світ богів-асів та майбутнього (Асгард), земля — світ людей та справжнього (Мідгард), підземелля — світ померлих пращурів та минулого (Гель). Ці три світи об'єднані як творчою волею їх творців, так й загальними законами метафізичного буття, які було закріплено корінням Світового Дерева — ясеня Іггдрасіля: в кожен з них іде один з трьох коренів великого дерева. В Утгардові ж, який виник невідомо як (в пізніших міфах є спроби пояснити його походження працею велетня Нарві), коренів Іггдрасіля нема, й боги-аси над ним влади не мають.

## Інше
- В комп'ютерній грі World of Warcraft: фортеця Утгард — фортеця, розташована у Ревучому Фйорді.